# Бюст Петра Климука
Бюст Петра Климука — скульптурное изображение дважды Героя Советского Союза космонавта Петра Ильича Климука. Памятник расположен на пересечении улицы Московской и бульвара Космонавтов в Бресте.

## История
Советский лётчик-испытатель, космонавт Пётр Ильич Климук, уроженец Брестского района, с 27 июня по 5 июля 1978 года совершил свой третий полёт в космос, за что был удостоен второй звездой Героя Советского Союза. В соответствии с действовавшим на тот период законодательством на родине дважды Героя СССР надлежало устанавливать бронзовый бюст.
Автором скульптурного изображения выступил будущий народный художник Беларуси Иван Якимович Миско.
Через год после установки памятника улица, на которой он находится, получила название бульвар Космонавтов (до 1979 года являлась частью улицы Ленина).
Ещё один скульптурный портрет Климука был установлен в его родной деревне Томашовка перед зданием школы, в которой находится также музей космонавтики, единственный на всей территории Белоруссии.

## Описание
Погрудный скульптурный бронзовый портрет высотой 1,1 м установлен на трёхметровом гранитном пьедестале. Климук изображён в мундире с наградами. Выразительные черты лица, поворот головы и расправленные плечи создают образ мужественного и целеустремлённого человека, а сочетание тёмной бронзы бюста и красного полированного гранита постамента усиливает эмоциональное восприятие образа героя.
На постаменте — рельефное изображение 2 орденов Ленина и 2 медалей «Золотая Звезда»; ниже накладными бронзовыми буквами дан текст Указа Президиума Верховного Совета СССР о награждении Климука орденом Ленина и второй медалью «Золотая Звезда». Низ постамента обвит бронзовым венком.
Площадка, на которой установлен бюст, представляет собой асимметричный гранитный трёхступенчатый стилобат, который слева огибает бордюр. Вокруг памятника разбиты газоны, ранее также были высажены кусты и деревья.